# Guy-Louis-Ernest Le Couteulx de Caumont
Gui-Louis-Ernest Le Couteulx de Caumont, francoski general, * 1892, † 1961.